# Universal linear accelerator
L'Universal linear accelerator (o UNILAC) è un acceleratore lineare (linac) di ioni pesanti installato presso il centro tedesco di ricerca sugli ioni pesanti GSI di Darmstadt. È in grado di accelerare pressoché tutti i tipi di ioni, dai protoni fino all'uranio.
La prima sezione, risonante a 36 MHz, è composta da un acceleratore a radiofrequenza (RFQ) e da un acceleratore lineare di tipo H (IH), che accelerano il fascio fino ad una energia di 1,4 MeV per nucleone. Questa sezione può accelerare qualsiasi tipo di ione con un rapporto massa su carica pari o inferiore a 65 (m/q ≤ 65).
La seconda parte, risonante a 108 MHz, è un acceleratore lineare standard di tipo Alvarez capace di accelerare il fascio fino a 11,4 MeV per nucleone. In questa sezione il rapporto m/q deve essere inferiore a 8,5. 
L'UNILAC è usato sia come acceleratore a sé stante, in particolare per la produzione di nuovi elementi chimici, sia come iniettore per il sincrotrone SIS18.